# Жилијен Дари
Жилијен Дари (16. фебруар 1916 — 13. децембар 1987) био је француски фудбалски голман, који је након играчке каријере радио повремено као тренер.
Дари је рођен у Луксембургу током Првог светског рата, од родитеља Португалаца и Италијана, и емигрирао је у Француску у младости. Дари је играо 25 пута за репрезентацију Француске. Године 1999, изабран је за најбољег француског голмана века од стране часописа L'Équipe.